# Col de Couz
Pour l’article ayant un titre homophone, voir Col de Cou.
Le col de Couz est un col routier de France situé à 626 mètres d'altitude, à proximité du village de Saint-Jean-de-Couz, dans le département de la Savoie.

## Toponymie
Couz est un toponyme pléonastique puisqu'il dérive du mot col, indiquant un « passage de montagne », provenant du latin collum (« col, cime »). Le nom est ensuite passé aux communes de Saint-Jean-de-Couz et de Saint-Thibaud-de-Couz.

## Géographie
Situé à égales distances des extrémités du val de Couz dans le parc naturel régional de Chartreuse, le col relie Chambéry côté nord-est aux Échelles côté sud-ouest. Il est traversé par la route départementale 1006. Il est encadré par le mont Beauvoir, extrémité méridionale de la chaîne de l'Épine, à l'ouest et le mont Outheran et la Cochette à l'est.
Le col de Couz constitue une particularité topographique soulignée par le réseau hydrographique : l'Hyères qui draine le val de Couz en direction de Chambéry au nord-est ne prend pas sa source au col mais un peu haut en altitude et un peu plus au sud, au col des Égaux. Le cours d'eau y emprunte un vallon peu marqué en balcon au-dessus du col de Couz avant d'obliquer vers le col et de passer juste en contrebas pour continuer sa course vers le nord. L'adret du col est en revanche formé d'une vallée sèche, le cours d'eau responsable du creusement des gorges du Grand Goulet plus en aval ayant disparu,. Cette configuration est liée à la géologie des lieux, notamment la présence d'un synclinal, mais aussi au passage des glaciers et notamment à une diffluence du glacier de l'Isère qui, quittant la cluse de Chambéry pour se diriger vers le sud, a envoyé ses eaux de fonte vers la vallée du Guiers, formant le Grand Goulet au passage.

## Cyclisme
Le col est au programme de la 10e étape du Tour de France 2021, classé en 4e catégorie. Le Canadien Hugo Houle de l'équipe Astana-Premier Tech, alors échappé, y passe en tête.